# Mandalay
Mandalay — британський трип-хоп-дует утворений у 1998. Його склали Соул Фрімен (раніше брав участь в дуеті Thieves з Девідом Макалмонтом) і вокалістка Ніколя Хітчкок. Коли у 1998 році вийшов їх перший альбом Empathy, Мадонна заявила, що Mandalay її улюблений гурт і вона включила їх пісню в свій фільм «The Next Best Thing».

## Дискографія
- 1998 : Empathy
- 2000 : Instinct
- 2001 : Solace